# چهارطاقی حوزه علمیه
چهارطاقی حوزه علمیه مربوط به دوران‌های تاریخی پس از اسلام است و در لار، محله آرد فروشان، کوچه روبروی مسجد حاج کاظم لاری واقع شده و این اثر در تاریخ ۱۹ مرداد ۱۳۸۴ با شمارهٔ ثبت ۱۲۷۱۷ به‌عنوان یکی از آثار ملی ایران به ثبت رسیده است.